# V. Leó pápa
V. Leó (latinul: Leo), (? – 904 februárja) volt a történelem folyamán a 119. pápa 903 júliusától. A 10. század hajnalán uralkodott mindössze 30 napon keresztül. A pápaság történelmének sötét korszakában került a keresztény egyház élére. Ezt az érát nemcsak a dokumentumok hiánya miatt nevezik sötétnek, hanem azért is mert a kor pápáinak gyakran tragikus véget szánt a sors. Ez alól Leó sem volt kivétel.

## Élete
Az Ardea körzetben fekvő Priapi szülöttje. Életéről, származásáról szinte semmi nem maradt fenn, azt viszont tudjuk, hogy IV. Benedek pápa halála után 903 augusztusában választották meg Leót Szent Péter trónjának betöltésére. Hivatalba lépése előtt mindössze presbiteri rangba került, ezért lenézően gyakran nevezték presbiter forensisnek.
Rövid pontifikátusáról mindössze annyi maradt fenn, hogy kiadott egy bullát, amelyben a bolognai kanonokokat felmentette az egyházi adók fizetése alól. De még alig rendezkedhetett be a Lateránba, elűzték a pápai trónról. Ezt valószínűleg Kristóf, a Szent Damáz székesegyház bíborosa tette meg, és saját magát szentelte fel az egyház vezetőjének. Leót börtönbe záratta, ahol később valószínűleg kínjában hamarosan meghalt. Bár az a feltételezés is él, hogy magát Kristófot is elmozdították trónjáról, és a regnáló III. Szergiusz „megsajnálta” a raboskodó pápákat, és meggyilkoltatta őket.

## Művei
- Documenta Catholica Omnia (latin nyelven). (Hozzáférés: 2011. december 6.)